# Titanio metaxanthalis
Titanio metaxanthalis là một loài bướm đêm trong họ Crambidae.